# Eza
Eza est le mot basque désignant la négation. Le mensonge quand il se rapporte au calcul des biens matériels, finit par se payer ou par entrainer un châtiment. Si quelqu'un dit qu'il a ramassé 100 fanègues (équivaut à 56,351 litres) de blé alors qu'il en a moissonné 120, Mari finira par lui prendre les 20 qui n'ont pas été déclarées : ezari emanak (celles qui sont données au non). Si on dit avoir rempli 15 cuves de cidre alors que l'on en n'a rempli que 10, 5 seront enlevées, c'est-à-dire celles qui furent comptées en trop : baiari emanak (celles données au oui).

## Récits populaires
Il est bien connu que Mari se nourrit de oui et de non. On dit la même chose des lamiñak. Voici un récit populaire à ce propos :
Un berger entre dans la grotte d'Aketegi afin d'aller y chercher une brebis. Mari s'y trouvait. Voyant le berger, furieuse, elle voulut s'emparer de lui. Mais ce dernier lui mit le rosaire autour du cou.

- Ôte moi ça, ôte moi ça, dit-elle en criant.

- D'accord si tu me fais sortir d'ici, répondit le berger.

Elle le prit sur son dos et le conduisit à l'entrée. Et là, à la porte, le berger lui retira le rosaire.

- Tu as bien fait de venir bien conseillé, en l'absence de mes compagnes, lui dit Mari.

- Où as-tu donc tes compagnes ?

- Je les ai là-bas, qui ramassent les dîmes des NON-OUI.

Témoin: Felipe de Aguirre de Mendiurkullu. Ataun, 30 mai 1971.

## Étymologie
eza signifie « négation » en basque. 